# Besazio
Besazio war bis zum 13. April 2013 eine politische Gemeinde im Kreis Riva San Vitale, im Bezirk Mendrisio des Kantons Tessin in der Schweiz.

## Geographie
Das Dorf ist zehn Kilometer von Chiasso entfernt und liegt nahe der italienischen Grenze. Der rote Marmor von Besazio, brocatello genannt, ist sehr bekannt.

## Geschichte
Eine erste Erwähnung findet das Dorf im Jahre 1335 unter dem damaligen Namen Besatio. Der Ort scheint eine kontinuierliche Siedlungsgeschichte seit der Römerzeit aufzuweisen. Unter Filippo Maria Visconti musste das Dorf vier bewaffnete Männer in die fürstlichen Armeen stellen.

## Bevölkerung
Einwohnerzahlen: Volkszählungsdaten

## Sehenswürdigkeiten
- Die Pfarrkirche Madonna Immacolata[6]
- Monumente aus der alten Zeit sind die Kirche Sant’Antonino aus dem achten Jahrhundert sowie Fundamente von Herrschaftsvillen und römische Gräber sowie das Taufbecken, das heute als Brunnen auf dem grossen Kirchplatz steht[6]
- Neben der Kirche ist das Patrizierhaus Realini und das Schloss Luigi von Luigi Zanini sehenswert, ein 1998 erbautes Weingut[6]
- Das neoklassische Gemeindehaus mit kleiner Immacolatastatue von Vincenzo Vela[6]

## Sport
- Associazione Sportiva Della Montagna Arzo – Besazio – Meride – Tremona[7]

## Persönlichkeiten
- Antonio Fontana (* 6. November 1784 in Sagno; † 7. Dezember 1865 in Besazio), Abt und Pädagoge, er war Generaldirektor der lombardischen Gymnasien in Mailand
- Antonio Caslani (* 1861 in Besazio; † 1923 in Paris), Bildhauer, Unternehmer in Sankt Petersburg[8]

- Familie Galli
  - Giovanni Galli (* 1866 in Besazio; † 1902 in Sankt Petersburg), Bildhauer, Unternehmer in Sankt Petersburg[9]
  - Angelo Galli (* 1871 in Besazio; † 1947 ebenda), Bildhauer, Unternehmer in Sankt Petersburg[10][11]
  - Orio Galli (* 15. Oktober 1941 in Mailand), Enkel von Angelo Galli, Maler, Zeichner, Illustrator, Publizist und Kalligraphie-Lehrer[12]

- Otto Staiger (* 3. September 1894 in Basel; † 5. September 1967 ebenda), Schweizer Glasmaler, Maler, schuf Aquarell und Holzschnitt. Mitglied der Basler Künstlervereinigung Gruppe Rot-Blau. Mitbegründer von Rot-Blau II und der Gruppe 33. Gehört zu den Erneuerern der Glasmalerei in der Schweiz.
- Ernst Max Musfeld (* 1900 in Basel; † 1964 in Mendrisio), Maler und Grafiker, schuf Landschaft, Bildnis und Holzschnitt. Er war Gründungsmitglied der Gruppe 33.
- Pascal Calderari (* 23. Juli 1908 in La Chaux-de-Fonds, † 13. Februar 1983 ebenda), Bildhauer und Bauunternehmer. Er schuf Grabdenkmäler und Büsten.[13]
- Max Haufler (* 1910; † 1965), Schweizer Schauspieler, Maler und Filmregisseur, Schauspieler und Filmautor. Er war Gründungsmitglied der Gruppe 33 in Basel. Gab das Malen auf, wandte sich dem Film zu und drehte mit Bernhard Wicki und Orson Welles.
- Rolf Meyer (* 20. April 1913 in Basel; † 25. Mai 1990 in Besazio), Maler, schuf Stillleben, Landschaften und Porträts. Er war Autor von Wandgemälden des historischen und religiösen Genres.[14]
- Giordano Castellani (* 1945 in Mailand), Gymnasiallehrer, Buchwissenschaftler, Literaturkritiker[15][16]
- Tazio Marti (* 7. Januar 1949 in Luzern), aus Aarau, Maler, schuf Wandmalerei und Acrylmalerei[17]
- Selim Abdullah (* 13. Mai 1950 in Bagdad), Bildhauer, wirkt in Besazio[18]